# Bougou (Côte d'Ivoire)
Pour les articles homonymes, voir Bougou.
Bougou est une localité du Nord de la Côte d'Ivoire, et appartenant au département de Korhogo, Région des Savanes.
La localité de Bougou est un chef-lieu de commune.

## Histoire
Louis-Gustave Binger y passe lors de son voyage de retour, le mercredi 23 janvier 1889 et doit faire un détour avec son cheval, car celui-ci est considéré comme un fétiche portant malheur par les habitants.